# Aeroportul Dublin
Aeroportul Dublin (în engleză Dublin Airport; în irlandeză Aerfort Bhaile Átha Cliath) (IATA: DUB, ICAO: EIDW) este un aeroport din Fingal⁠(d), Irlanda. A fost deschis în 1940 și numit după Dublin.
Situat la o altitudine de 74 m, aeroportul dispune de 2 piste. Este operat de daa plc⁠(d).

## Infrastructură

### Piste
Aeroportul dispune de 2 piste. Pista 10/28 are suprafața de asfalt și dimensiunile 2.637 m × 45 m. Pista 16/34 are suprafața de asfalt și dimensiunile 2.072 m × 61 m. 

### Terminale
Aerogara are în componență 8 terminale, Dublin Airport South Gates⁠(d), Dublin Airport Pier 2⁠(d), Dublin Airport Pier 4⁠(d), Dublin Airport Terminal 2⁠(d), Dublin Airport Terminal 1⁠(d), Dublin Airport Pier 1⁠(d), Dublin Airport Pier 3⁠(d) și Dublin Airport Gates 332-335⁠(d). 